# Dorfkirche Bollensdorf (Ihlow)

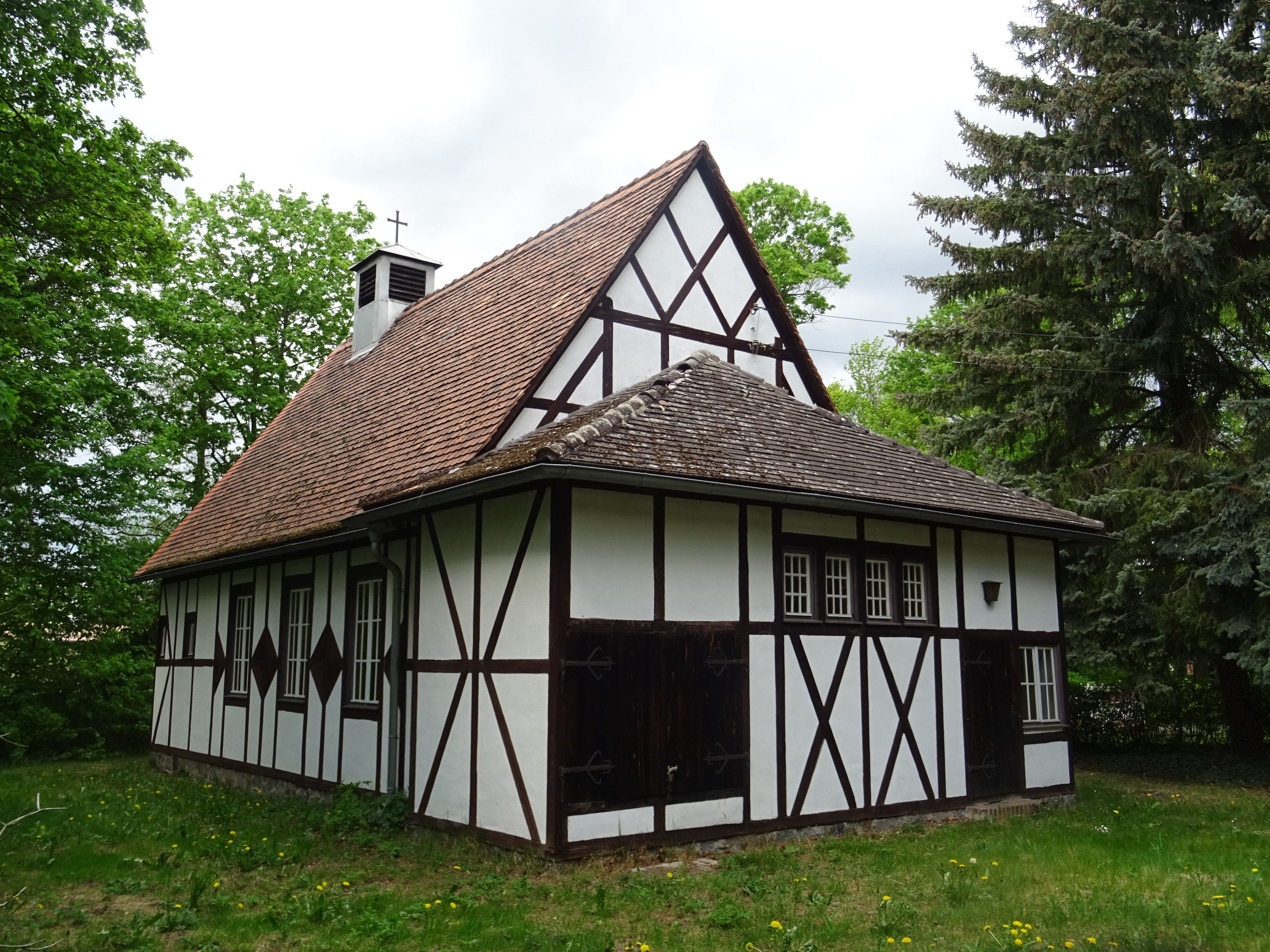
Ansicht von Südosten

Die evangelische Dorfkirche Bollensdorf ist eine Fachwerkkirche in Bollensdorf, einem Ortsteil der Gemeinde Ihlow im Landkreis Teltow-Fläming im Land Brandenburg. Die Kirchengemeinde gehört zum Kirchenkreis Zossen-Fläming der Evangelischen Kirche Berlin-Brandenburg-schlesische Oberlausitz.

## Lage
Die Landstraße 71 führt als Bollensdorf in den historischen Ortskern. Dort zweigt sie nach Südwesten hin ab. Die Kirche steht nordöstlich dieser Kreuzung.

## Geschichte

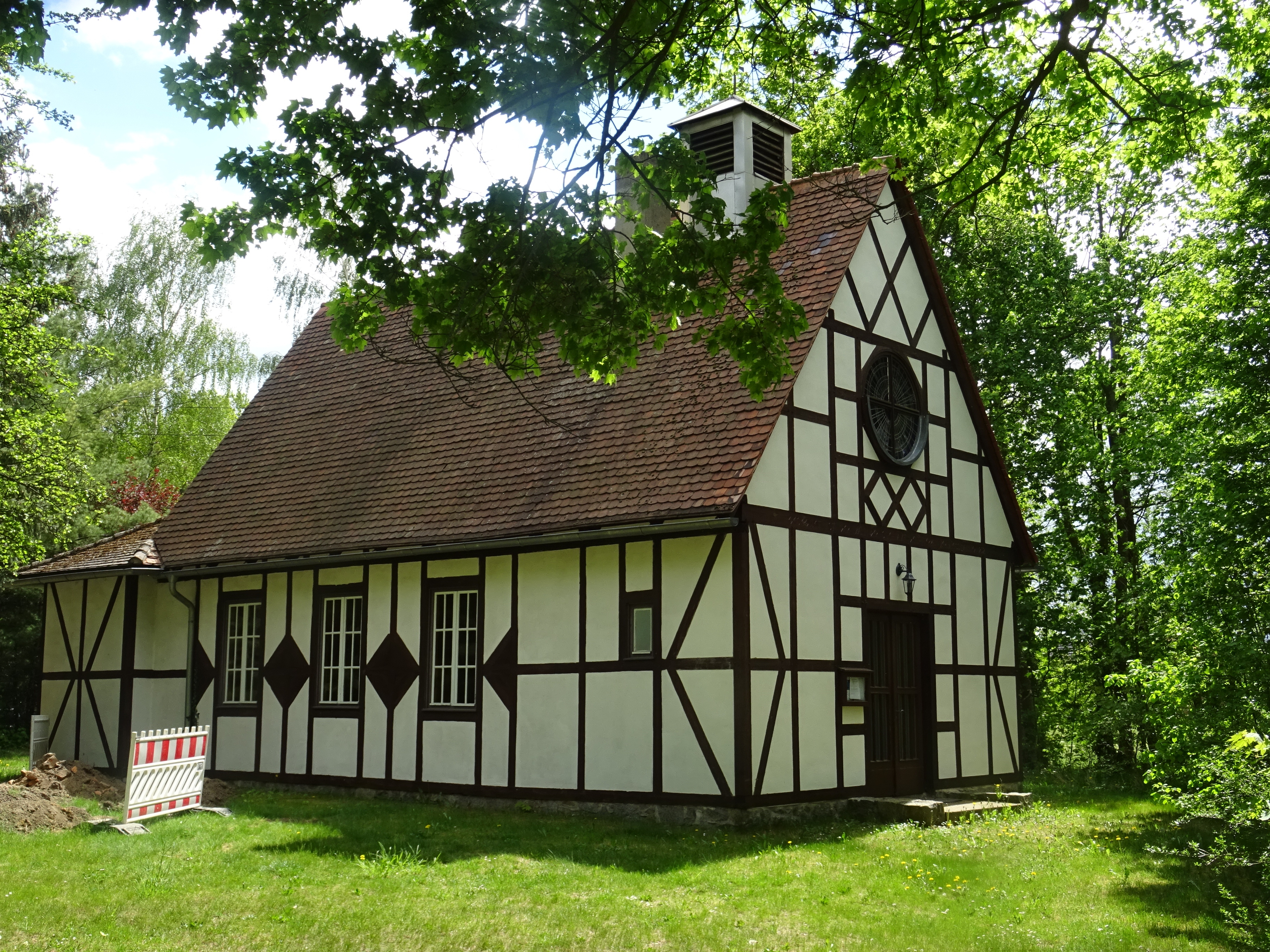
Ansicht von Nordwesten

Die Bewohner des Ortes sprachen sich Anfang der 1940er Jahre für einen Austritt aus dem Pfarrsprengel Dahme aus. Nach dem Ende des Zweiten Weltkrieges begannen 1946 die Planungen für den Neubau einer eigenen Kirche. Diese wurde im Jahr 1952 fertiggestellt und nach Angaben eines Kirchenführers des Kirchenkreises im Jahr 1953 geweiht. Auf dem Grundstück stand zuvor ein abgebranntes Gutshaus. 2007 war das Bauwerk baufällig und gab es Überlegungen, die Kirche aufzugeben. Die Dorfgemeinschaft setzte sich jedoch für eine Sanierung ein. 2018 wurden der westliche Giebel sowie das Dach repariert.

## Baubeschreibung

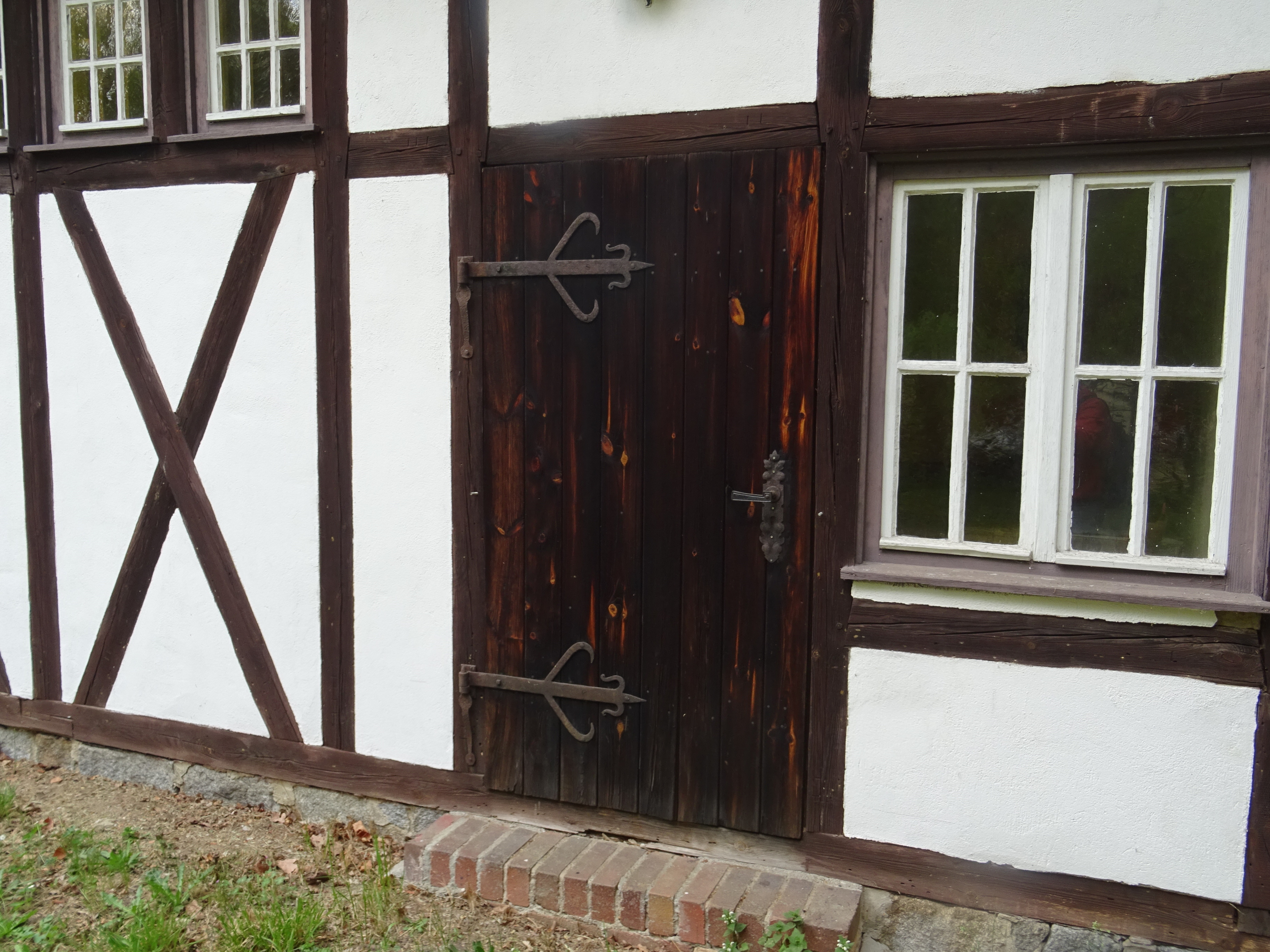
Nebeneingang auf der Ostseite

Das Bauwerk entstand im Wesentlichen aus Fachwerk, wobei das Gefach aus Mauersteinen errichtet wurde, die anschließend hell verputzt wurden. Der Chor ist rechteckig und besitzt an seiner Nordostseite eine rechteckige Pforte. An der Südostseite ist eine doppelflügelige Tür; mittig vier hochgesetzte, hochrechteckige Fenster.
Das Kirchenschiff hat ebenfalls einen rechteckigen Grundriss. Nach Osten sind insgesamt drei große und hochrechteckige Fenster verbaut. Sie werden durch zwei kleinere Fenster im westlichen Teil des Bauwerks ergänzt.
Das Bauwerk kann durch eine große und hochrechteckige Pforte von Westen her betreten werden. Im darüberliegenden Giebel ist ein großes Ochsenauge. Oberhalb ist ein kleiner Dachreiter mit vier querrechteckigen Klangarkaden, darauf ein flaches Pyramidendach mit einem Kreuz.

## Ausstattung
Die einfache Kirchenausstattung stammt aus der Bauzeit.